# Tommie Goerz

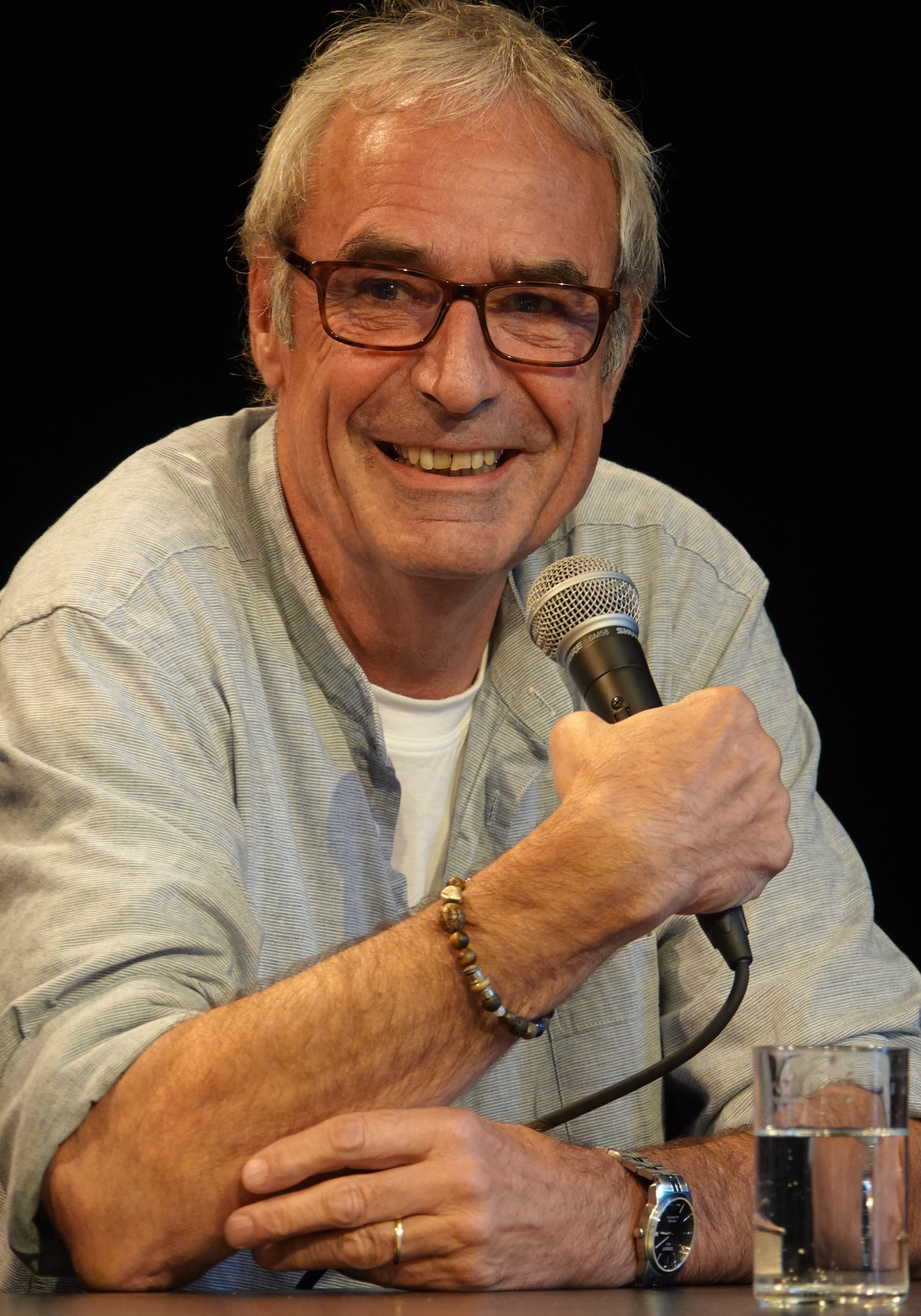
Tommie Goerz 2023

Tommie Goerz (* 1954, Pseudonym von Dr. Marius Kliesch) ist ein deutscher Schriftsteller.

## Leben
Goerz studierte Jura ohne Abschluss und danach Soziologie, Philosophie und politische Wissenschaften. Nach seinem Studienabschluss war er von 1987 bis 1989 an einem Forschungsprojekt zur visuellen Wahrnehmung bei Professor Erzigkeit an der Psychiatrischen Klinik der FAU Erlangen-Nürnberg beteiligt. Er promovierte 1989 in Soziologie.
Goerz war von 1989 bis 2009 Kreativer und Texter, zuletzt Creative Director bei dem Agenturnetzwerk Publicis. Er erhielt Kreativpreise, darunter 2007 einen Bronzenen Löwen beim Cannes Lions International Festival of Creativity. Von 2009 bis 2017 war er erst Lehrbeauftragter für Text und Konzeption an der Technischen Hochschule Nürnberg Georg Simon Ohm und danach Dozent für Text und Konzeption an der Akadamie Faber-Castell, Stein. Er war außerdem als Unternehmensberater tätig. Goerz ist seit 2017 ausschließlich Autor.
2010 erschien im ars vivendi Verlag Goerz’ erster Krimi Schafkopf mit dem ur-fränkischen Kommissar Friedemann „Friedo“ Behütuns. Goerz hält Lesungen aus seinen „Bierkrimis“, solo oder zusammen mit seiner Band Hans, Hans, Hans und Hans.

## Auszeichnungen
- 2021: Friedrich-Glauser-Preis (Bester Roman) für Meier
- 2022: Crime Cologne Award für Frenzel

## Werke
- Schafkopf. Friedo Behütuns' erster Fall. 7. Auflage. Ars Vivendi, Cadolzburg 2018, ISBN 978-3-86913-981-4.
- Dunkles. Friedo Behütuns' zweiter Fall. Ars Vivendi, Cadolzburg 2011, ISBN 978-3-86913-057-6.
- Leergut. Friedo Behütuns' dritter Fall. Ars Vivendi, Cadolzburg 2011, ISBN 978-3-86913-100-9.
- Auszeit. Friedo Behütuns' vierter Fall. Ars Vivendi, Cadolzburg 2012, ISBN 978-3-86913-169-6.
- Einkehr. Friedo Behütuns' fünfter Fall. Ars Vivendi, Cadolzburg 2014, ISBN 978-3-86913-421-5.
- Der Tod kommt schnell. 12 Kriminalgeschichten. Ars Vivendi, Cadolzburg 2015, ISBN 978-3-86913-504-5.
- Schlachttag. Friedo Behütuns' sechster Fall. Ars Vivendi, Cadolzburg 2016, ISBN 978-3-86913-582-3.
- Auf dem Keller. Biergeschichten Ars Vivendi, Cadolzburg 2017, ISBN 978-3-86913-767-4.
- Nachtfahrt. Friedo Behütuns' siebter Fall. Ars Vivendi, Cadolzburg 2018, ISBN 978-3-86913-909-8.
- Stammtisch. Friedo Behütuns' achter Fall. Ars Vivendi, Cadolzburg 2019, ISBN 978-3-7472-0007-0.
- In fränkischen Wirtshäusern. Mit Fotos von Walther Appelt. Ars Vivendi, Cadolzburg 2019, ISBN 978-3-7472-0092-6.
- Meier. Kriminalroman. Ars Vivendi, Cadolzburg 2020, ISBN 978-3-7472-0111-4.
- Sandmann. Friedo Behütuns' neunter Fall. Ars Vivendi, Cadolzburg 2020, ISBN 978-3-7472-0180-0.
- Tante Emma lebt. Zu Besuch in kleinen fränkischen Läden. Mit Fotos von Walther Appelt. Ars Vivendi, Cadolzburg 2020, ISBN 978-3-7472-0199-2; 2021 als 'Deutschlands schönstes Regionalbuch' von Stiftung Buchkunst und Börsenverein ausgezeichnet.[5]
- Das letzte Bier. 12 Kriminalgeschichten. Ars Vivendi, Cadolzburg 2021, ISBN 978-3-7472-0239-5.
- Frenzel. Kriminalroman. Ars Vivendi, Cadolzburg 2022, ISBN 978-3-7472-0352-1.
- Brandsatz. Friedo Behütuns' zehnter Fall. Ars Vivendi, Cadolzburg 2022, ISBN 978-3-7472-0428-3.
- Im Tal. Roman. Ars Vivendi, Cadolzburg 2023, ISBN 978-3-7472-0508-2.
- Im Schnee. Roman. Piper, München 2025, ISBN 978-3-492-07348-6.

## Kurzkrimis in
- Der Pelzmärtelmörder. Ars Vivendi, Cadolzburg 2010, ISBN 978-3-86913-045-3.
- Tatort Franken 2. Ars Vivendi, Cadolzburg 2011, ISBN 978-3-86913-061-3.
- Kältestarre. Ars Vivendi, Cadolzburg 2011, ISBN 978-3-86913-102-3.
- Tatort Franken 3. Ars Vivendi, Cadolzburg 2012, ISBN 978-3-86913-118-4.
- Tatort Garten. Ars Vivendi Cadolzburg 2012, ISBN 978-3-86913-110-8.
- Tatort Franken 4. Ars Vivendi, Cadolzburg 2013, ISBN 978-3-86913-201-3.
- Christkindles-Morde. Ars Vivendi, Cadolzburg 2013, ISBN 978-3-86913-274-7.
- Tatort Franken 5. Ars Vivendi, Cadolzburg 2014, ISBN 978-3-86913-428-4.
- Tatort Franken 6. Ars Vivendi, Cadolzburg 2015, ISBN 978-3-86913-503-8.
- RauschGift-Engel. Ars Vivendi, Cadolzburg 2015, ISBN 978-3-86913-464-2.
- Glühweinopfer und Lebkuchenleichen. Ars Vivendi, Cadolzburg 2015, ISBN 978-3-86913-576-2.
- Best of Frankenkrimis. Ars Vivendi, Cadolzburg 2015, ISBN 978-3-86913-655-4.
- Tatort Christkindlesmarkt. Ars Vivendi, Cadolzburg 2016, ISBN 978-3-86913-729-2.
- Christkindles-Blues. Ars Vivendi, Cadolzburg 2016, ISBN 978-3-86913-732-2.
- Eine Bierleiche zum Dessert. Ars Vivendi, Cadolzburg 2016, ISBN 978-3-86913-627-1.
- Das Gewissen ist ein ewig Ding. Ars Vivendi, Cadolzburg 2017, ISBN 978-3-86913-768-1.
- Zwetschgermännlamorde. Ars Vivendi, Cadolzburg 2017, ISBN 978-3-86913-858-9.
- Fränkische Hausmacherkrimis. Ars Vivendi, Cadolzburg 2018, ISBN 978-3-86913-913-5.
- Fränkischer Krimisommer. Ars Vivendi, Cadolzburg 2018, ISBN 978-3-86913-911-1.
- Arsen und Spritzgebäck. Ars Vivendi, Cadolzburg 2018, ISBN 978-3-86913-988-3.
- Tatort Unterfranken. Ars Vivendi, Cadolzburg 2020, ISBN 978-3-7472-0110-7.
- Tatort fränkisches Seenland. Ars Vivendi, Cadolzburg 2020, ISBN 978-3-7472-0182-4.
- Tatort Bayerischer Wald. Ars Vivendi, Cadolzburg 2022, ISBN 978-3-7472-0357-6.